# Панічна атака!
Панічна атака! (ісп.: Ataque de pánico!) — уругвайський науково-фантастичний короткометражний фільм 2009 року незалежного режисера Феде Альвареса.

## Сюжет
З туману з'являються гігантські роботи і починають атакувати Монтевідео, столицю Уругваю. У супроводі ескадрильї космічних кораблів вони обстрілюють місто зі зброї та руйнують ключові будівлі, викликаючи масову паніку. Військові безрезультатно чинять опір. Наприкінці фільму роботи зливаються разом, утворюючи гігантську сферу, яка потім вибухає та поглинає місто вогненною кулею. Пояснень нападу немає.

## Виробництво
У жовтні 2006 року на YouTube було завантажено трейлер фільму з деякими сценами з готової версії. Офіційний бюджет виробництва фільму становив лише 300 доларів. Окрім написання, монтажу та режисури фільму, Альварес створив візуальні ефекти на основі комп'ютерних зображень.

## Поширення
Прем'єра фільму відбулася 31 жовтня 2009 року на кінофестивалі Rojo Sangre в Буенос-Айресі та завантажена на YouTube 3 листопада 2009 року. Після широкого висвітлення в ЗМІ Альваресу запропонували голлівудську угоду на 30 мільйонів доларів на розробку та режисуру повнометражного фільму.

## Саундтрек
Музика, яка супроводжує більшу частину короткометражного фільму, — «In the House — In a Heartbeat», інструментальна п'єса Джона Мерфі. Спочатку музика була написана для фільму 28 днів по тому 2002 року.

## Рецензії
Після завантаження на YouTube репутація фільму поширилася з вуст у вуста, і він отримав поштовх, коли на нього було розміщено посилання з блогу Каньє Веста. Феде Альварес в інтерв'ю BBC заявив: «Я завантажив Панічну атаку! у четвер, а в понеділок моя скринька була заповнена електронними листами від голлівудських студій».
Через популярність короткометражки Ghost House Pictures підписала з Альваресом контракт, щоб він розробив новий проєкт. У результаті вийшов фільм «Злісні мерці», четвертий фільм франшизи «Злісні мерці», випущений у США 5 квітня 2013 року.
Цей фільм називають прикладом посилення впливу Інтернету на пошук нових талантів для голлівудських студій.

## Акторський склад
- Дієго Гаррідо
- Педро Луке
- Аріадна Сантіні
- Родо Саягес
- Мартін Сарту (реальний уругвайський ведучий новин)